# Aaron Arrowsmith
Aaron Arrowsmith (Winston, 14. srpnja 1750. − London, 23. travnja 1823.), engleski zemljopisac, kartograf, graver i izdavač koji je djelovao u Londonu koncem 18. odnosno početkom 19. stoljeća.
Oko 1770. Arrowsmith se preselio iz rodnog Winstona u London gdje je radio kod gravera J. Caryja i W. Fadena. Godine 1790. proslavio se izradom velikog zemljovida svijeta na kojem je primijenio Mercatorovu projekciju. Četiri godina kasnije izradio je novi zemljovid služeći se kružnom projekcijom. Oko 1810. godine postao je vodećim stručnjakom za hidrografiju kod princa od Walesa, a desetak godina kasnije i na kraljevskom dvoru. A. Arrowsmith također je osnivač slavne obitelji zemljopisaca koja uključuje njegove sinove Aarona i Samuela odnosno nećaka Johna.

## Opus
- Chart of the world on Mercator's projection, exhibiting all the new discoveries to the present time (1790.)
- A Map Exhibiting All the New Discoveries in the Interior Parts of North America (1795.)
- Chart of the South Pacific (1798.)
- A New Map of Africa (1802.)
- Chart Of The West Indies And Spanish Dominions In North America (1803.)
- A New Map of Mexico and Adjacent Provinces Compiled from Original Documents (1810.)
- Persia (1812.)
- Map of Countries Round the North Pole (1818.)
- Ogden map (North America) (1821.)

## Poveznice
- Povijest kartografije